# Ed Warby
Ed Warby (Rotterdam, 7 marzo 1968) è un batterista olandese, per lo più conosciuto come batterista dei Gorefest e per le frequenti collaborazioni con gli Ayreon.

## Biografia
Ed Warby fece la sua prima apparizione negli Aggressor nel 1982, per poi entrare a far parte degli Elegy nel 1987. Nel 1992 si unì ai Gorefest, dove rimpiazzò il precedente batterista poco prima della registrazione dell'album 'False', dovendo quindi imparare tutti i pezzi dell'album ed apportando ad essi il suo personale contributo in sole due settimane, compito che portò a termine in modo perfetto tanto che il produttore Colin Richardson lo soprannominò "Fast Eddy". Dopo lo scioglimento dei Gorefest nel 1999, ne riprese nuovamente parte quando il gruppo si riformò 2004.
Nel 1998, Arjen Anthony Lucassen gli propose di suonare nel suo album Into the Electric Castle, impressionato dal lavoro di Warby nei Gorefest. Da quel momento in poi apparve in ogni successivo album degli Ayreon, tranne che in Universal Migrator Part 1: The Dream Sequencer. Inoltre, sempre negli Ayreon, suonò in Actual Fantasy Revisited reinterpretando la parte di batteria di Actual Fantasy, originariamente registrato su una base di batteria sintetizzata.
Nel 1998 ha collaborato con la band Tedesca Love Like Blood nella registrazione di tre canzoni dell'album 'Snakekiller'. Nel 2002 ha anche collaborato con il gruppo pop Olandese Krezip durante la registrazione di 'Days Like This'. Nel 2006 ha sostituito nelle occasioni live il batterista Andrè Borgman degli After Forever, in quanto ricoverato per cancro.

## Discografia
Elegy 
- 1992 - Labyrinth of Dreams

 Gorefest 
- 1993 - False
- 1993 - The Eindhoven Insanity
- 1994 - Erase
- 1994 - Fear EP
- 1996 - Soul Survivor
- 1996 - Freedom EP
- 1998 - Chapter 13
- 2005 - La Muerte
- 2007 - Rise to Ruin

 Ayreon 
- 1998 - Into the Electric Castle
- 2000 - Universal Migrator Part 2: Flight of the Migrator
- 2004 - The Human Equation
- 2005 - Actual Fantasy Revisited
- 2008 - 01011001
- 2013 - The Theory of Everything
- 2017 - The Source

 Lana Lane 
- 2000 - Secrets of Astrology

 Star One 
- 2002 - Space Metal
- 2003 - Live On Earth
- 2010 - Victims of the Modern Age

 Apparizioni 
 Love Like Blood 
- 1993 - Snakekiller (In 3 canzoni)

 Krezip 
- 1993 - Days Like This